# Michelle Becka
Michelle Becka (* 1972) ist eine deutsche römisch-katholische Theologin und Universitätsprofessorin für Christliche Sozialethik an der Katholisch-Theologischen-Fakultät der Julius-Maximilians-Universität Würzburg. Ihre Forschungsschwerpunkte liegen u. a. im Bereich ethischer Fragen im Kontext des Justizvollzugs und der Gefängnisseelsorge, Grundfragen der Ethik, Politische Ethik (insbesondere Ethik und Migration), Rechtsethik, Ethik und Interkulturalität und lateinamerikanische Theologie.

## Leben
Nach dem Studium der katholischen Theologie in Tübingen und Cochabamba, Bolivien, folgte 2004 die Promotion an der Katholisch-Theologischen Fakultät Tübingen. Von 2002 bis 2005 war sie als theologische Grundsatzreferentin bei der Bischöflichen Aktion Adveniat tätig. Es folgten eine Anstellung als wissenschaftliche Mitarbeiterin und Vertretungsprofessuren am Fachbereich Katholische Theologie der Goethe-Universität Frankfurt am Main. 2012 wechselte sie an die Universität Mainz, wo 2015 das Habilitationsverfahren mit der Verleihung der Venia Legendi für das Fach „Christliche Sozialethik“ abgeschlossen wurde. Nach einer Gastprofessur an der KHSB Berlin sowie der Vertretungsprofessur Christliche Sozialwissenschaft an der Julius-Maximilians-Universität Würzburg, hat sie dort seit Juli 2016 die Professur für Christliche Sozialethik inne.
Seit 2022 ist Michelle Becka Sprecherin der AG Christliche Sozialethik. Sie ist Mitglied der Internationalen Vereinigung für Moraltheologie und Sozialethik, der Societas Ethica und von CTEWC (Catholic Theological Ethics in the World Church), sowie Mitglied im Beirat des Katholisch-Theologischen Fakultätentags und (seit Juni 2023) im Aufsichtsrat des MedMissio, Würzburg.
Michelle Becka ist Mitglied der Deutschen Kommission Justitia et Pax und Vorsitzende der Justitia et Pax-Arbeitsgruppe „Menschenrecht auf einen angemessenen Umgang mit den Toten“. Sie ist des Weiteren Mitherausgeberin der Internationalen Theologischen Zeitschrift CONCILIUM.
Michelle Becka wurde mit dem Leopold-Lukas-Nachwuchswissenschaftler-Preis der Universität Tübingen ausgezeichnet (1999), sowie mit dem Lorenz-Werthmann-Preis des Deutschen Caritas-Verbands (2016).

## Bücher
- Anerkennung im Kontext interkultureller Philosophie. Ein ethischer Beitrag im Ausgang von bolivianischen Liedtexten. Verlag für Interkulturelle Kommunikation (IKO), Frankfurt 2005, ISBN 3-88939-747-6.
- Interkulturalität im Denken Raúl Fornet-Betancourts (IKB Band 43), Verlag Traugott Bautz, Nordhausen 2007, ISBN 978-3-88309-215-7.
  - portugiesischsprachige Ausgabe: Interculturalidade no pensamento de Raúl Fornet-Betancourt, übersetzt von Benno Dischinger. Nova Harmonia, São Leopoldo 2010.
- als Herausgeberin: Ethik im Justizvollzug. Aufgaben, Chancen, Grenzen. W. Kohlhammer, Stuttgart 2015, ISBN 978-3-17-026307-9.
- Strafe und Resozialisierung. Hinführung zu einer Ethik des Justizvollzugs (= Forum Sozialethik, Bd. 16). Aschendorff, Münster 2016, ISBN 978-3-402-10642-6.
- als Herausgeberin mit Albert-Peter Rethmann: Ethik und Migration – Gesellschaftliche Herausforderungen und sozialethische Reflexion. Schöningh, Paderborn 2010, ISBN 978-3-506-76939-8.
- mit Johannes Eurich, Bernhard Emunds, Gisela Kubon-Gilke, Torsten Meireis, Matthias Möhring-Hesse: Christliche Sozialethik als Kritik (= Ethik und Gesellschaft, Bd. 1). Nomos, Baden-Baden 2020, ISBN 978-3-8487-6742-7.
- mit Johannes Ulrich: Ethik im Vollzug. Handreichung für die ethische Fallreflexion. Aschendorff, Münster 2020, ISBN 978-3-402-24664-1.
- als Herausgeberin mit Franz Gmainer-Pranzl: Gustavo Gutierrez′ „Theologie der Befreiung“ (1971/2021). Der bleibende Impuls eines theologischen Klassikers. Tyrolia, Innsbruck 2021, ISBN 978-3-7022-3946-6.
- mit Heimbach-Steins, Marianne / Frühbauer, Johannes J. / Kruip, Gerhard (Hg.), Christliche Sozialethik. Grundlagen – Kontexte – Themen. Ein Lehr- und Studienbuch, Regensburg 2022, ISBN 978-3-7917-3322-7

Reihenherausgabe gemeinsam mit Johannes Eurich, Bernhard Emunds, Gisela Kubon-Gilke, Torsten Meireis, Matthias Möhring-Hesse: Ethik und Gesellschaft, Nomos-Verlag, seit 2016.